# Аурбах, Арнольд
Арнольд Аурбах (пол. Arnold Aurbach, 1885 или 1888, Варшава — 31 декабря 1952) — французский шахматист польского происхождения. В начале XX в. переехал в Париж. Участвовал в соревнованиях, проводившихся в кафе «Режанс». Принимал участие в гамбитном турнире в Аббации (1912 г.). Выбыл после 1-го круга, но к этому моменту имел 5½ очка из 11 возможных (включая победы над Р. Рети, М. Ловцким, Э. Коном и С. Росселли). Также участвовал в турнире в Берне (1925 г.), где занял 2-е место после будущего чемпиона мира А. А. Алехина. Наибольшую известность Аурбаху принесли его показательные матчи с Алехиным и Капабланкой. Также известно, что в 1920-е гг. он играл с британским премьер-министром Эндрю Бонар Лоу, который проводил свой отпуск на французских морских курортах.

## Спортивные результаты
| Год  | Город   | Соревнование                           | + | − | = | Результат | Место |
| ---- | ------- | -------------------------------------- | - | - | - | --------- | ----- |
| 1907 | Париж   | Матч с А. Зильбертом                   |   |   |   | 3 : 1     |       |
| 1909 | Париж   | Первенство кафе «Режанс»               |   |   |   |           | 1     |
| 1912 | Аббация | Тематический гамбитный турнир          | 4 | 4 | 3 | 5½ из 11  | 12    |
| 1913 | Париж   | Показательный матч с Х. Р. Капабланкой | 1 | 1 | 0 | 1 : 1     |       |
| 1914 | Париж   | Показательный матч с Х. Р. Капабланкой | 0 | 2 | 0 | 0 : 2     |       |
| 1917 | Париж   | Первенство кафе «Режанс»               |   |   |   |           | 1     |
| 1922 | Париж   | Показательный матч с А. А. Алехиным    | 0 | 1 | 1 | ½ : 1½    |       |
| 1925 | Берн    | Международный турнир                   |   |   |   | 3½ из 6   | 2     |